# Campeonato Metropolitano 1974 (Argentina)
El llamado Torneo Metropolitano 1974 fue el quincuagésimo tercero de la era profesional y el primero de los dos disputados ese año organizados por la Asociación del Fútbol Argentino, en lo que constituyó la cuadragésima cuarta temporada de la era profesional de la Primera División. Su desarrollo se produjo entre el 3 de febrero y el 2 de junio.
El Club Atlético Newell's Old Boys se consagró campeón por primera vez en su historia, en el encuentro que empató 2 a 2 a diez minutos del final en la última fecha del torneo reducido por el título ante su clásico rival, el Club Atlético Rosario Central. 
Nuevamente se anularon los descensos. Clasificaron al próximo Torneo Nacional todos los equipos que tomaron parte del certamen.

## Ascensos y descensos
| Pos | Equipo ascendido |
| --- | ---------------- |
| 1.º | Banfield         |

| Equipos descendidos en la temporada 1973 |
| ---------------------------------------- |
| No hubo                                  |

De esta forma, el número de equipos participantes aumentó a 18.

## Equipos
| Equipo             | Ciudad       |
| ------------------ | ------------ |
| All Boys           | Buenos Aires |
| Argentinos Juniors | Buenos Aires |
| Atlanta            | Buenos Aires |
| Banfield           | Banfield     |
| Boca Juniors       | Buenos Aires |
| Chacarita Juniors  | Villa Maipú  |
| Colón              | Santa Fe     |
| Estudiantes        | La Plata     |
| Ferro Carril Oeste | Buenos Aires |
| Gimnasia y Esgrima | La Plata     |
| Huracán            | Buenos Aires |
| Independiente      | Avellaneda   |
| Newell's Old Boys  | Rosario      |
| Racing Club        | Avellaneda   |
| River Plate        | Buenos Aires |
| Rosario Central    | Rosario      |
| San Lorenzo        | Buenos Aires |
| Vélez Sarsfield    | Buenos Aires |

### Distribución geográfica de los equipos
| Región                 | Cant. | Equipos |
| ---------------------- | ----- | --- |
| Ciudad de Buenos Aires | 9     | All Boys, Argentinos Juniors, Atlanta, Boca Juniors, Ferro Carril Oeste, Huracán, River Plate, San Lorenzo y Vélez Sarsfield |
| Conurbano bonaerense   | 4     | Banfield, Chacarita Juniors, Independiente y Racing Club                                                                     |
| Provincia de Santa Fe  | 3     | Colón, Newell's Old Boys y Rosario Central                                                                                   |
| Ciudad de La Plata     | 2     | Estudiantes y Gimnasia y Esgrima                                                                                             |

## Formato
Se jugó en una ronda clasificatoria, con dos secciones conformadas cada una por la mitad de los equipos participantes, que se enfrentaron todos contra todos, más un partido interzonal por fecha, en dos ruedas de partido y revancha, y un certamen cuadrangular final con los dos mejor ubicados de cada zona, en una sola rueda en cancha neutral. 

## Rueda de clasificación
Los dos primeros de cada grupo clasificaron al torneo reducido de definición.

### Tabla de posiciones final de la Sección A
| Pos. | Equipo                  | Pts. | PJ | PG | PE | PP | GF | GC | Dif. |
| ---- | ----------------------- | ---- | -- | -- | -- | -- | -- | -- | ---- |
| 1.º  | Rosario Central         | 26   | 18 | 12 | 2  | 4  | 39 | 23 | 16   |
| 2.º  | Huracán                 | 21   | 18 | 8  | 5  | 5  | 32 | 29 | 3    |
| 3.º  | River Plate             | 20   | 18 | 9  | 2  | 7  | 37 | 28 | 9    |
| 4.º  | Racing Club             | 20   | 18 | 9  | 2  | 7  | 28 | 30 | −2   |
| 5.º  | All Boys                | 18   | 18 | 6  | 6  | 6  | 22 | 24 | −2   |
| 6.º  | Gimnasia y Esgrima (LP) | 17   | 18 | 6  | 5  | 7  | 30 | 29 | 1    |
| 7.º  | Atlanta                 | 17   | 18 | 5  | 7  | 6  | 29 | 33 | −4   |
| 8.º  | Vélez Sarsfield         | 12   | 18 | 4  | 4  | 10 | 20 | 32 | −12  |
| 9.º  | Banfield                | 11   | 18 | 3  | 5  | 10 | 22 | 31 | −9   |

|  | Clasificado al torneo reducido final. |

### Tabla de posiciones final de la Sección B
| Pos. | Equipo             | Pts. | PJ | PG | PE | PP | GF | GC | Dif. |
| ---- | ------------------ | ---- | -- | -- | -- | -- | -- | -- | ---- |
| 1.º  | Newell's Old Boys  | 24   | 18 | 10 | 4  | 4  | 32 | 27 | 5    |
| 2.º  | Boca Juniors       | 23   | 18 | 10 | 3  | 5  | 37 | 21 | 16   |
| 3.º  | Ferro Carril Oeste | 23   | 18 | 8  | 7  | 3  | 28 | 20 | 8    |
| 4.º  | Colón              | 21   | 18 | 8  | 5  | 5  | 30 | 30 | 0    |
| 5.º  | Independiente      | 20   | 18 | 7  | 6  | 5  | 38 | 23 | 15   |
| 6.º  | San Lorenzo        | 14   | 18 | 4  | 6  | 8  | 23 | 30 | −7   |
| 7.º  | Argentinos Juniors | 14   | 18 | 5  | 4  | 9  | 33 | 42 | −9   |
| 8.º  | Estudiantes (LP)   | 13   | 18 | 5  | 3  | 10 | 21 | 28 | −7   |
| 9.º  | Chacarita Juniors  | 10   | 18 | 2  | 6  | 10 | 21 | 42 | −21  |

|  | Clasificado al torneo reducido final.      |
|  | Disputó un desempate por la clasificación. |

#### Partido desempate
| Partido de desempate                            | Partido de desempate | Partido de desempate | Partido de desempate | Partido de desempate |
| Equipo 1                                        | Resultado            | Equipo 2             | Estadio              | Fecha                |
| ----------------------------------------------- | -------------------- | -------------------- | -------------------- | -------------------- |
| Ferro Carril Oeste                              | 0 - 2                | Boca Juniors         | José Amalfitani      | 22 de mayo           |
| Boca Juniors clasificó al torneo reducido final |                      |                      |                      |                      |

## Torneo reducido por el título
Se disputó entre los 4 clasificados, por el sistema de todos contra todos, en una sola ronda.

### Tabla de posiciones final
| Pos. | Equipo            | Pts. | PJ | PG | PE | PP | GF | GC | Dif. |
| ---- | ----------------- | ---- | -- | -- | -- | -- | -- | -- | ---- |
| 1.º  | Newell's Old Boys | 5    | 3  | 2  | 1  | 0  | 6  | 4  | 2    |
| 2.º  | Rosario Central   | 3    | 3  | 1  | 1  | 1  | 5  | 4  | 1    |
| 3.º  | Boca Juniors      | 2    | 3  | 1  | 0  | 2  | 4  | 5  | −1   |
| 4.º  | Huracán           | 2    | 3  | 1  | 0  | 2  | 4  | 6  | −2   |

## Descensos y ascensos
Al no haber descensos y producirse el ascenso de Temperley y Unión, los participantes del Campeonato Metropolitano 1975 aumentaron a 20.

## Goleadores
| Jugador              | Jugador                    | Goles | Equipo                  |
| -------------------- | -------------------------- | ----- | ----------------------- |
| Bandera de Argentina | Carlos Morete              | 18    | River Plate             |
| Bandera de Argentina | Rafael Domingo Moreno      | 16    | Argentinos Juniors      |
| Bandera de Argentina | Roberto Cecilio Cabral     | 13    | Rosario Central         |
| Bandera de Argentina | Eduardo Marasco            | 10    | Gimnasia y Esgrima (LP) |
| Bandera de Argentina | Juan Antonio Gómez Voglino | 9     | Atlanta                 |
| Bandera de Argentina | Alfredo Obberti            | 9     | Newell's Old Boys       |

## Planteles
- Planteles por equipo